# Cezar Boghină
Cezar Boghină (născut pe 11 aprilie 1970, București, România) este absolvent al Academiei de Teatru și Film, clasa profesorului Mircea Albulescu, actor, profesor, poet, regizor.
A jucat în filme precum Dragonworld: The Legend Continues, E pericoloso sporgersi (1993), Liceenii în alertă (1993), O vară de neuitat, O secundă de viață, Norocul meu, ghinionul tău.... A debutat la Teatrul Nottara în anul 1996 cu piesa Omul care aduce ploaia apoi a jucat la Teatrul Bulandra, a jucat și în piese de teatru și TV. În luna iunie 2015, a jucat în piesa O zi de odihnă la Teatrul Excelsior. Apoi, în luna iunie 2016, a jucat în piesa Eu sunt Dutkin, premiera având loc tot la Teatrul Excelsior.
Din anul 1999 devine președintele fundației EuroArt, înființând Atelierele de Actorie pentru elevi și studenți, metoda sa unică în România de dezvoltare personală prin tehnici teatrale, bucurându-se de un real succes. A obținut numeroase diplome atât ca profesor cât și ca scenarist și regizor, fiind nominalizat la Premiul Charles Dickens pentru piesa Întâmplări de sărbători cu una dintre trupele sale de teatru.
În anul 2013 publică primul volum de versuri intitulat De vorbă cu sufletul.

## Filmografie
- E pericoloso sporgersi (1993)
- Liceenii în alertă (1993)